# Brent Clevlen
Brent Aaron Clevlen, né le 27 octobre 1983 à Austin (Texas), est un joueur américain de baseball évoluant en Ligue majeure de baseball. Il est sous contrat avec les Diamondbacks de l'Arizona.

## Carrière
Après des études secondaires à la Westwood High School de Westwood (Texas), Brent Clevlen est drafté le 4 juin 2002 par les Tigers de Détroit au deuxième tour de sélection (49e choix). Il perçoit un bonus de 805 000 dollars à la signature de son premier contrat professionnel le 23 juillet 2002.
Il passe quatre saisons en Ligues mineures avec les GCL Tigers (R, 2002), les West Michigan Whitecaps (A, 2003), les Lakeland Tigers (A+, 2004-2005) et les Erie SeaWolves (AA, 2006) avant d'effectuer ses débuts en Ligue majeure le 30 juillet 2006. Lors de son premier passage passage au bâton, il frappe un double sur un lancer de l'as Johan Santana. Il réussit son premier coup de circuit en Majeures deux jours plus tard, le 1er août 2006 lors d'une partie face aux Devil Rays de Tampa Bay. Principalement assigné en Triple-A avec les Toledo Mud Hens en 2007 et 2008, Clevlen profite de blessures de titulaires pour retrouver la Ligue majeure.
Devenu agent libre après la saison 2009, il rejoint les Braves d'Atlanta via un contrat de Ligues mineures. Il passe la saison 2009 en Triple-A, puis effectue un retour quasi symbolique (4 matchs joués) en Ligue majeure en 2010.
Le 10 mai 2011, son contrat est racheté par les Reds de Cincinnati avec qui il ne joue pas dans les majeures. Son contrat est cédé aux Phillies de Philadelphie en août 2011.
Clevlen signe avec les Diamondbacks de l'Arizona le 18 avril 2012.

## Statistiques
| Saison | Équipe  | G  | AB | R  | H  | 2B | 3B | HR | RBI | SB | BA    |
| ------ | ------- | -- | -- | -- | -- | -- | -- | -- | --- | -- | ----- |
| 2006   | Détroit | 31 | 39 | 9  | 11 | 1  | 2  | 3  | 6   | 0  | 0,282 |
| 2007   | Détroit | 13 | 10 | 2  | 1  | 0  | 0  | 0  | 0   | 0  | 0,100 |
| 2008   | Détroit | 11 | 24 | 4  | 5  | 0  | 0  | 0  | 1   | 0  | 0,208 |
| 2010   | Atlanta | 4  | 4  | 2  | 1  | 1  | 0  | 0  | 0   | 0  | 0,250 |
| Totaux | Totaux  | 59 | 77 | 17 | 18 | 2  | 2  | 3  | 7   | 0  | 0,234 |

Note : G = Matches joués ; AB = Passages au bâton; R = Points ; H = Coups sûrs ; 2B = Doubles ; 3B = Triples ; 
HR = Coup de circuit ; RBI = Points produits ; SB = Buts volés ; BA = Moyenne au bâton.